# Gyrocotyle confusa
Gyrocotyle confusa är en plattmaskart som beskrevs av van der Land och Dienske 1968. Gyrocotyle confusa ingår i släktet Gyrocotyle och familjen Gyrocotylidae. Inga underarter finns listade i Catalogue of Life.